# Alta Scuola Politecnica
L'Alta Scuola Politecnica è un progetto formativo internazionale multidisciplinare e unico, realizzato in cooperazione tra il Politecnico di Milano e il Politecnico di Torino a partire dall’anno 2004.
La direttrice dell'ASP è la Prof.ssa Alessandra Oppio, Professore Ordinario di Estimo e Valutazione Economica presso il Dipartimento di Architettura e Studi Urbani del Politecnico di Milano.
Le attività ASP sono coordinate da un Consiglio Direttivo composto da 8 docenti del Politecnico di Milano e del Politecnico di Torino.

## Introduzione
L’Alta Scuola Politecnica (ASP) promuove un percorso riservato a studenti di talento provenienti dalle scuole di Architettura, Design ed Ingegneria. Gli studenti sono avviati ad un percorso di formazione avanzata interdisciplinare.

## I Cicli ASP
Il programma ASP forma ogni anno una classe multidisciplinare, che attinge da tutti i percorsi magistrali dei due Politecnici, accompagnando gli studenti durante i due anni del loro percorso magistrale.
I corsi ASP sono moduli intensivi di una settimana, tipicamente residenziali, che si svolgono durante il periodo estivo, invernale e primaverile. I progetti ASP iniziano nel primo anno, con la presentazione di possibili argomenti a scelta degli studenti, e procedono con l'esplorazione, la generazione di concetti e l'analisi nei due anni successivi. Un periodo finale di analisi e progettazione intensiva è previsto alla fine del programma, prima dell'esame finale. Le attività didattiche ASP iniziano a gennaio e sono distribuite in parallelo ai corsi biennali del programma Laurea Magistrale.

## Corsi e Progetti
I corsi ASP sono interculturali e costruiti sulla base delle conoscenze tecniche e delle competenze acquisite dagli studenti nei loro specifici corsi di Laurea Magistrale. L'obiettivo è quello di discutere temi interdisciplinari comuni a qualsiasi progetto di innovazione in Ingegneria, Architettura e Design.
Tutti i corsi si svolgono in lingua inglese sotto forma di “School” Intensive (Inverno, Primavera ed Estate).